# Lip dub
Un lip dub, clip promo chantant ou encore mimoclip est une vidéo dont les acteurs font du playback sur une bande sonore préexistante, souvent une chanson. Le style d'origine consiste également en un long plan-séquence où la caméra se déplace avec le ou les acteurs, et c'est en y faisant intervenir de nombreuses personnes  qui se relaient pour chanter une même chanson, que ce type de vidéo a suscité beaucoup d'engouement vers la fin  des années 2000 ; cela a conduit à une association forte du terme et de ce format, mais d'autres formes peuvent faire intervenir des plans multiples, fixes, ou encore n'avoir qu'un seul acteur.
Le terme « lip dub », de l'anglais lip, lèvre, et dubbing, doublage, désigne ainsi un « doublage des lèvres » (qui constitue en quelque sorte l'inverse du doublage de la voix, pratique répandue en audiovisuel).
Venu du monde anglo-saxon, ce type de vidéo a pris son essor en 2007 avec celui élaboré par Connected Ventures, une agence média américaine. Réalisées plus particulièrement dans le milieu de la communication, ces vidéos cherchent généralement à témoigner de la créativité et de la bonne humeur qui règnent dans une entreprise, une université ou tout autre groupe de personnes. Elles peuvent dans ce sens être associées à une volonté de créer du buzz afin de bénéficier d'une promotion médiatique, ou encore elles peuvent servir à créer une cohésion entre les participants.

## Historique
Le 14 décembre 2006, Jake Lodwick, fondateur de Vimeo, a utilisé le terme lip dubbing dans une vidéo intitulée Lip Dubbing: Endless Dream. Dans la description de la vidéo, il a écrit : « Je marchais avec une chanson diffusée dans mes écouteurs et je me suis filmé en train de chanter. Quand je suis revenu à la maison, j'ai ouvert le film dans iMovie et j'ai ajouté la chanson en format MP3, la synchronisant avec la vidéo. Y a-t-il un nom pour désigner cela ? Sinon, je propose “lip dubbing”. ».
Lodwick a également réalisé le Flagpole Sitta office lip dub en avril 2007. Ce dernier a été couvert par The Washington Post.
En Allemagne, en mars 2008, des étudiants allemands de la Faculté de médias numériques de l'Université des sciences appliquées de Furtwangen, ont lancé le projet University LipDub Community après avoir produit leur propre lip dub What do you do after studying sur la chanson 257 weeks du groupe Nine Days. Leur vidéo, à laquelle une soixantaine de personnes ont participé, a été vue plus de 130 000 fois sur YouTube et plus de 200 000 fois sur Vimeo. Un an plus tard, une vingtaine d'universités dans le monde (France, Allemagne, Brésil, Canada, Belgique) ont rejoint le projet University LipDub Community. On trouve aujourd'hui sur Internet un grand nombre de lipdubs réalisés par des étudiants.
En France, à Perpignan, le record du monde du nombre de participants à un lip dub a été battu le 31 mars 2012, 7 150 personnes étaient présentes. Cet évènement a été utilisé pour promouvoir la défense de la langue catalane,. Il faisait écho à celui de Vic, en Espagne, deux ans plus tôt (5 771 personnes) pour l'indépendance de la Catalogne.

## Phénomène Internet
Au Québec, le 10 septembre 2009, deux étudiants en communication (télévision) à l'Université du Québec à Montréal (UQAM), Luc-Olivier Cloutier et Marie-Ève Hébert, réalisent un lip dub sur la chanson I Gotta Feeling du groupe Black Eyed Peas avec 172 étudiants en 2 h15 m, créant un phénomène Internet sur YouTube. Le clip fait écho jusqu'aux États-Unis pour ainsi être diffusé sur la chaîne américaine CNN, où les deux étudiants donnent également une entrevue,. En deux mois, la vidéo a été vue plus de 2 360 000 fois sur YouTube. Le 20 octobre 2009, des étudiants du Japon ont rendu hommage aux étudiants de l'UQAM en produisant leur propre version de ce lip dub. D'autres reprises sont alors apparues dans différents pays,,, et se sont même élargies aux collèges. Lors de l'annonce des nominations pour les Grammy Awards, le 2 décembre 2009, les membres de Black Eyed Peas ont remercié les créateurs du clip chantant de l'UQAM. De son côté, le réseau de télévision américain CBS a lancé un concours de lip dubs, s'inspirant du concept des étudiants québécois.
Le 8 janvier 2015, YouTube recense plus de 10 990 423 visionnements de ce lip dub, ce qui en fait le deuxième plus consulté au monde après "Isaac's Live Lip-Dub Proposal".
Le 6 novembre 2019, pour célébrer les 10 ans du célèbre LipDub de l'UQAM, des étudiants en communication (télévision et stratégies de production culturelle et médiatique) ont réalisé une nouvelle vidéo, qui débute de la même façon que la vidéo originale et se poursuit sur la chanson Body de Loud Luxury et brando. Les étudiants "n’ont pas la prétention de penser qu’[ils vont] repartir la mode du lipdub, au contraire". 
Le lip dub a toutefois ses détracteurs, sa pratique pouvant être jugée ridicule et déjà démodée.

## Professionnalisation du lip dub
Depuis le lip dub de Connected Ventures, ce type de communication vidéo s’est professionnalisé. Des agences de communication se sont spécialisées dans la réalisation de ce genre de vidéo, qui peut apporter des bénéfices à l'entreprise, l'université ou n'importe quel type d'organisation qui en fait un (promotion médiatique, image de marque, cohésion entre membres). Les enjeux d’image et de marque pouvant devenir importants, ces agences mettent l'accent sur le fait que réaliser un lip dub à la légère présente le risque de créer un buzz négatif. Ce fut notamment le cas en France en 2009, avec le lip dub des Jeunes Populaires sur l'air de Tous ceux qui veulent changer le monde ; mettant en scène ministres et militants, le clip avait provoqué de nombreux commentaires ironiques ou affligés,
,
, jusque dans les rangs de la majorité.
Plutôt utilisé comme communication externe à ses débuts, le Lipdub est aujourd'hui une activité de team building pour les séminaires ou les journées d'entreprise. Des sociétés d'événementiel proposent cette activité comme on pourrait proposer du théâtre, du paintball ou tout autre activité de cohésion de groupe.